# فرانسيسكو ليما
فرانسيسكو جوفينيو ليما (بالبرتغالية: Francisco Govinho Lima‏) (مواليد 17 أبريل 1971 في ماناوس) هو لاعب كرة قدم برازيلي يلعب مع نادي ناسيونال فاست في مركز الوسط المدافع.
لعب لنادي ساو باولو في عام 1996 ولعب لصالح غازي عنتاب سبور من 1996 إلى 1998. ثم لعب مع نادي زيورخ من 1998 إلى 2000 وانضم إلى نادي ليتشي في الدوري الإيطالي الدرجة الأولى في موسم 1999-00. بعد مرور عام واحد انتقل إلى نادي بولونيا وأبدى إعجابه بنادي روما بما يكفي للانتقال إليهم في عام 2001. دفع روما لبولونيا 13 مليار ليرة إيطالية. وقع عقدا لمدة 3 سنوات وحصل على معدل 3.7 مليار ليرة سنويا قبل الضرائب.
مكث في العاصمة لمدة ثلاثة مواسم. في سن 33 ذهب شمالا إلى لوكوموتيف موسكو. في يناير 2006 تم إعارته إلى نادي قطر حتى الصيف. وقع لصالح دينامو موسكو في صفقة انتقال حر أثناء النصف الثاني من الموسم الروسي.
ثم انضم إلى نادي بريشيا في يناير 2007 وفي وقت لاحق انتقل إلى سان خوسيه إيرثكويكس في يوليو 2008. ومع ذلك تركهم في يناير 2009 للعودة إلى إيطاليا للانضمام إلى تارانتو.
في يناير 2010 عاد ليما إلى البرازيل من أجل الانضمام إلى ناسيونال. في نفس العام لعب لفريق ريو نيغرو وهو ناد آخر في مسقط رأسه. آخر مرة لعب فيها لساو رايموندو وهو نادي آخر في ماناوس قبل أن يتقاعد عن عمر يناهز 40 عاما. عمل إداريا في ناسيونال قبل أن يعود للعب ويتعاقد مع ناسيونال فاست للعب في بطولة كوبا فيردي 2016 في مركز قلب الدفاع مع الفائز ببطولة كأس العالم للأندية 2006 إيديغلي.

## الإنجازات
- فيروفيارو
  - دوري سيارا (1): 1994
- روما
  - كأس السوبر الإيطالي (1): 2001